# Padern
Padern (okzitanisch Padèrn) ist eine Gemeinde mit 142 Einwohnern (Stand 1. Januar 2022) in Frankreich. Sie liegt im Département Aude, in der Region Okzitanien. Die Einwohner der Gemeinde heißen Padernais.

## Lage
Padern liegt in der geographischen Region Corbières im Tal des Flusses Verdouble, an der Einmündung des Flusses Torgan.
Das Gemeindegebiet ist Teil des Regionalen Naturparks Corbières-Fenouillèdes.

## Bevölkerung
| Bevölkerungsentwicklung | Bevölkerungsentwicklung |
| Jahr                    | Einwohner               |
| ----------------------- | ----------------------- |
| 1962                    | 381                     |
| 1968                    | 283                     |
| 1975                    | 209                     |
| 1982                    | 168                     |
| 1990                    | 145                     |
| 1999                    | 140                     |
| 2016                    | 128                     |

## Weinbau
Ein Teil der landwirtschaftlichen Flächen dient dem Weinbau und die Weinberge liegen innerhalb der geschützten Herkunftsbezeichnung Corbières.

## Sehenswürdigkeiten
- Burg Padern; die der Burg Peyrepertuse benachbarte Burg wurde vom Katharerführer Xacbert de Barbaira erobert, siehe auch: Katharerburgen.

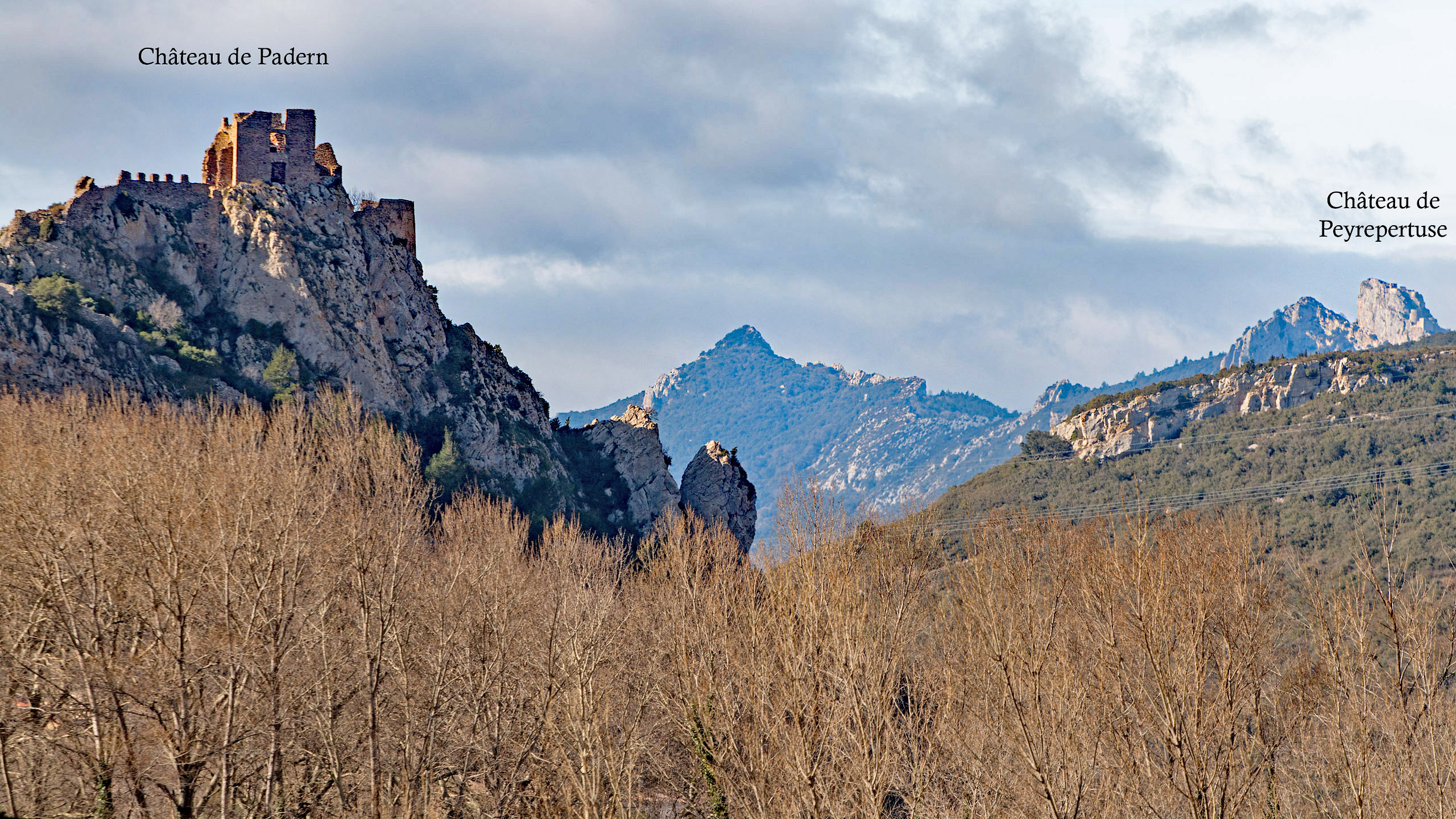
Burg Padern